# 2012年ロンドンオリンピックのカタール選手団
2012年ロンドンオリンピックのカタール選手団（2012ねんロンドンオリンピックのカタールせんしゅだん）は、2012年7月27日から8月12日にかけてイギリスの首都ロンドンで開催された2012年ロンドンオリンピックのカタール選手団、およびその競技結果。

## 概要
今大会は銀メダル1個と銅メダル1個の、合計2個のメダルを獲得した。

## 選手団
- 人員: 選手 12人
- 開会式旗手: Bahiya Al-Hamad

## メダル
| メダル | 選手名                 | 競技 | 種目                 | 日付（現地） |
| ------ | ---------------------- | ---- | -------------------- | ------------ |
| 銀     | ムタズ・エサ・バルシム | 陸上 | 男子走高跳           | 8月7日       |
| 銅     | ナサール・アルアティヤ | 射撃 | 男子クレー・スキート | 7月31日      |

## 種目別選手・スタッフ名簿及び成績

### 陸上競技
- ムサエブ・アブドゥルラーマン・バーラ（男子800m）1分47秒52 準決勝敗退
- Hamza Driouch（男子1500m）3分49秒40 準決勝敗退
- モハメド・アル＝ガルニ（男子1500m）3分36秒78 準決勝敗退
- Mohammed Abduh Bakhet（男子マラソン）2時間16分40秒
- ムタズ・エサ・バルシム（男子走り高跳び）2.29m 銀メダル獲得
- Noor Al-Malki（女子100m）予備予選 途中棄権

### 射撃
- ラシド・アトバ（男子クレー・トラップ、クレー・ダブルトラップ）其々予選敗退
- ナサール・アルアティヤ（男子クレー・スキート）銅メダル獲得
- Bahiya Al-Hamad（女子ライフル3姿勢、エアライフル）其々予選敗退

### 競泳
- Ahmed Atari（男子400m個人メドレー）5分21秒30 予選敗退
- ナダ・アラクジ（女子50m自由形）30秒89 予選敗退

### テニス
- Aya Majdi（女子シングルス）予選敗退